# 宗教场所

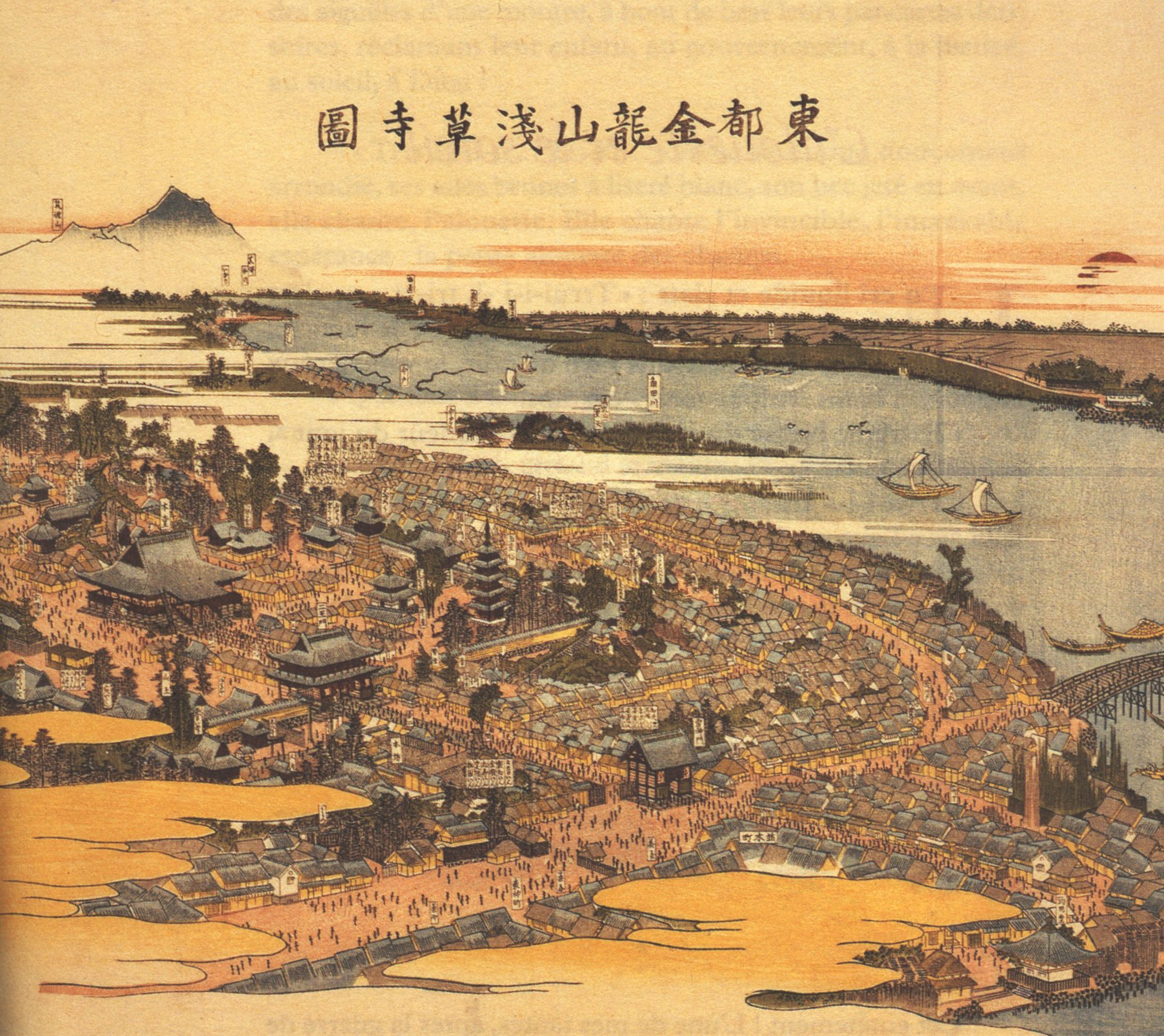
日本佛寺

宗教场所在狭义上，指各种宗教信仰为了进行礼拜、朝圣、祭祀等活动所修立、使用的建筑物，广义的宗教场所包含圣地（圣城、圣山）、道场、神廟等在内:106。而東亞傳統祭祀場所一般包含東亞傳統宗教進行祭祀時使用的各種建築。

## 宗教建筑
各種類型的宗教建築如下：
- 祖先崇拜：祠堂、家庙（皇室的祠堂称宗庙、太庙）；
- 自然崇拜：庙；
- 英雄崇拜、圣人崇拜：庙（如关帝庙、岳庙）、祠（如武侯祠）；
- 儒教，称为祠、庙（如孔廟）、書院等；
- 佛教，称为寺、寺院，参见：佛教寺院、尼姑庵、中国寺院列表、汉族地区佛教全国重点寺院；
- 道教：道观（观）、宮廟；
  - 许多自然神在后世被吸收入道教中成为人格神，其宗教场所称“庙”（如山神庙、东岳庙、土地公庙等）；
- 伊斯兰教，称为清真寺；
- 基督宗教，称为教堂（聖堂）、礼拜堂、修道院；
- 犹太教，称为犹太会堂；
- 祆教，称为火廟；
- 神道，称为神社，也有稱作神宮者；
- 锡克教，称为谒师所；
- 巴哈伊信仰，称为灵曦堂；
- 古希腊宗教場所，汉语多译作神庙或神殿；
- 汉语对其他宗教的祭祀地，一般通译作“庙宇”、“寺庙”，如“印度教庙宇”。

## 東亞傳統祭祀場所

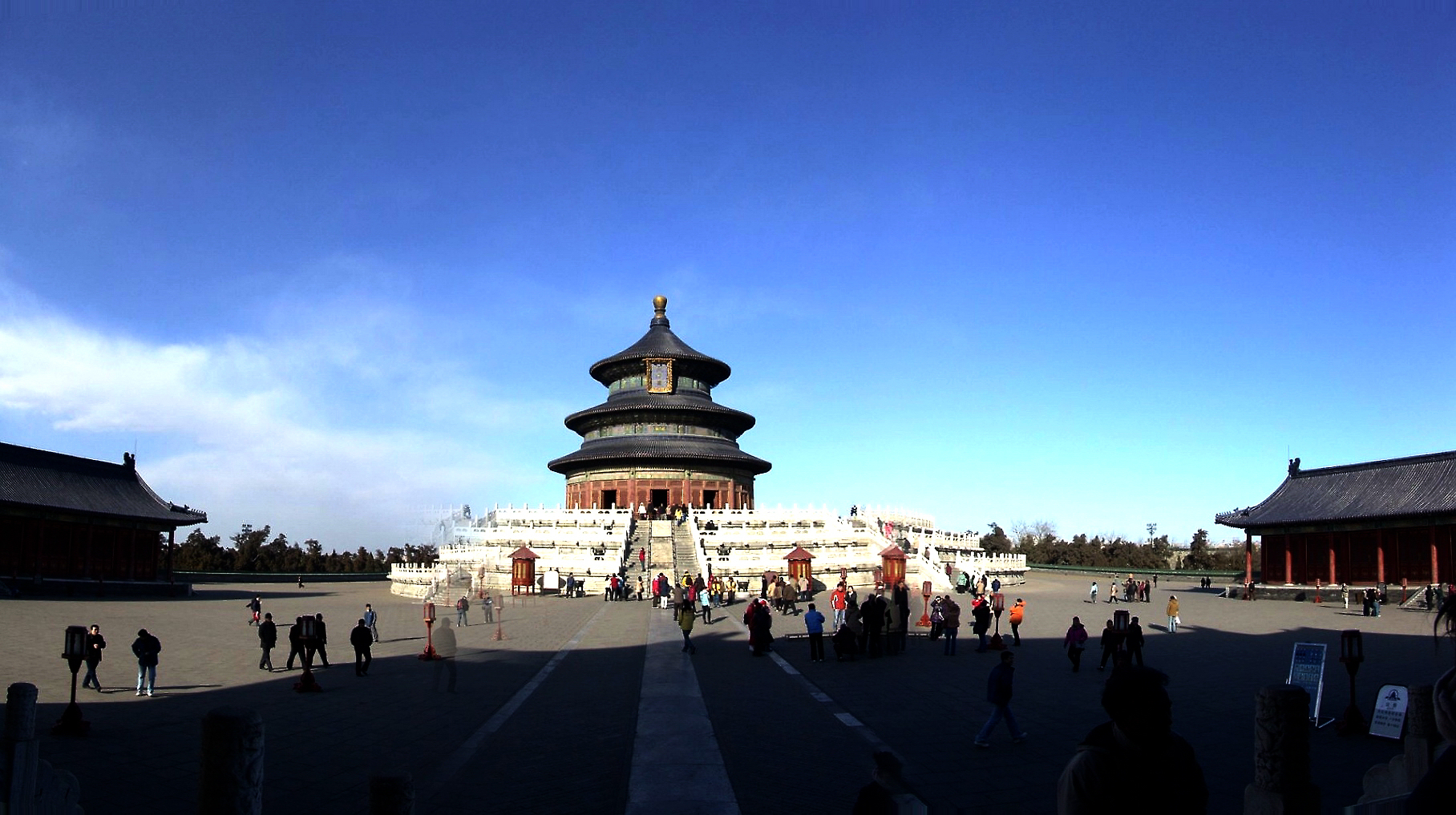
中国北京天坛

一般包括祭祀神灵、祈福的屋宇式建築物寺廟，祭祀祖先的祠堂，還有一些自然崇拜如君主祭天、祭地的天壇、地壇、社稷壇，民間信仰中神石、神樹等祭壇等，還有一些臨時搭建的神棚等。亦有些是信眾視為神聖的地域，劃為神域，例如一些歷史名人相關遺跡。而墓葬建築也是東亞傳統祭祀場所的重要部份，例如埋葬帝王的陵墓，一些名人墓葬也是舉行特定祭祀的場地。至於琉球的傳統祭祀場地稱為拜所，包括發源於本土的御嶽以及中國、日本傳入的其他宗教祭祀場所。
常見的有寺廟是屋宇式的祭祀神、佛建築。祠堂是祭祀祖先的屋宇，又稱家廟、宗祠，帝王的家廟稱為宗廟。壇為祭天地之處，傳統的壇為高臺，有天壇、地壇、社稷壇、山川壇與風雲雨壇等等。

## 相關連結
- 香港的廟宇